# Sciophila arnaudi
Sciophila arnaudi är en tvåvingeart som beskrevs av Zaitzev 1982. Sciophila arnaudi ingår i släktet Sciophila och familjen svampmyggor. Inga underarter finns listade i Catalogue of Life.